# Franz-Reinhold Hildebrandt
Franz-Reinhold Hildebrandt (* 12. Januar 1906 in Braunsberg; † 18. Dezember 1991 in Brühl bei Köln) war ein deutscher evangelischer Pastor und Theologe.

## Leben
Hildebrandt, ein Sohn des Pfarrers Wilhelm Hildebrandt, besuchte das Gymnasium in seiner Geburtsstadt und studierte anschließend Evangelische Theologie an den Universitäten Königsberg, Tübingen und Berlin. Seit 1925 gehörte er der Burschenschaft Teutonia Königsberg (später Burschenschaft Teutonia Königsberg und Germania Greifswald vereinigt zu Marburg) an. Nach seiner Ordination 1932 war er zunächst Hilfsprediger in Saberau. 1933 übernahm er eine Pfarrstelle in Goldap (Ostpreußen). Schon von Beginn an in der Jungreformatorischen Bewegung engagiert, war Hildebrandt am Aufbau der Bekennenden Kirche beteiligt und gehörte seit 1934 zum Bruderrat der ostpreußischen Bekenntnissynode, seit 1936 als Vorsitzender. Auch dem Bruderrat der Kirche der Altpreußischen Union gehörte er an, bis er zum Wehrdienst eingezogen wurde. 
Nach dem Zweiten Weltkrieg war Hildebrandt am Wiederaufbau der Evangelischen Kirche in Deutschland beteiligt, u. a. als Teilnehmer an der Sitzung der Bruderräte in Frankfurt im August 1945 und an der Kirchenkonferenz in Treysa 1947. 1946 wurde er Propst in Halberstadt und Quedlinburg und hatte das Pfarramt an der Stiftskirche St. Servatii in Quedlinburg inne. Vom 1. Oktober 1952 bis zu seiner Emeritierung am 31. August 1972 war er Präsident der Kirchenkanzlei der Evangelischen Kirche der Union. Daneben war er ab 1961 auch Direktor der Evangelischen Forschungsakademie und Oberdomprediger am Berliner Dom. 1978 übersiedelte er von Ostberlin nach Köln.

## Schriften (Auswahl)
- Erich Gollnick. In: Wilhelm Niemöller (Hrsg.): Lebensbilder aus der Bekennenden Kirche. Bielefeld 1949, S. 28ff.
- Das sogenannte Dom-Kandidaten-Alumnat zu Berlin. Ein Beitrag zur Geschichte der Evangelischen Kirche im Königreich Preußen. In: Siegfried Herrmann, Oskar Söhngen (Hrsg.): Theologie in Geschichte und Kunst. Festschrift Walter Elliger zum 65. Geburtstag. Luther-Verlag Witten 1968, S. 74–82.
- Die Evangelische Kirche der Union. In: John Webster Grant (Hrsg.): Die unierten Kirchen (= Kirchen der Welt; 10).  Evangelisches Verlagswerk, Stuttgart 1972.
- Predigt zu Epheser 4, 15f., gehalten am 5.11.1967. In: Jürgen Kampmann, Werner Klän (Hrsg.): Preußische Union, lutherisches Bekenntnis und kirchliche Prägungen. Theologische Ortsbestimmungen im Ringen um Anspruch und Reichweite konfessioneller Bestimmtheit der Kirche (= Oberurseler Hefte Ergänzungsbände, Band 14). Edition Ruprecht, Göttingen 2013, S. 19–23.